# 施泰因贝格 (萨克森州)
施泰因贝格（德語：Steinberg）是德国萨克森州的市镇，隶属于福格特兰县。总面积为20.37平方千米，截至2023年12月31日总人口为2,653人。